# Сандарово (деревня)
Сандарово — деревня в Чеховском районе Московской области, в составе муниципального образования Городское поселение Столбовая (до 29 ноября 2006 года административно подчинялась рабочему посёлку Столбовая).

## Население
| 2002 | 2006 | 2010 |
| ---- | ---- | ---- |
| 23   | ↘21  | ↗138 |

## География
Сандарово расположено примерно в 19 км (по шоссе) на север от Чехова, на безымянном ручье бассейна реки Рожайка (правый приток реки Пахры), высота центра деревни над уровнем моря — 179 м. На 2016 год в Сандарово зарегистрировано 8 улиц, 1 территория
и 6 садовых товариществ.